# Iturraran
El Jardín Botánico de Iturraran (en euskera: Iturrarango Lorategi Botanikoa) es un jardín botánico de unas 20 hectáreas de extensión que está situado en el Parque natural de Pagoeta, en la provincia de Guipúzcoa, en el municipio de Aya, provincia de Guipúzcoa, en el País Vasco, Costa Norte de España.
Pertenece administrativamente a la Diputación Foral de Guipúzcoa.

## Localización
El Jardín Botánico de Iturraran está situado en el Parque Natural de Pagoeta, en la provincia de Guipúzcoa, en el municipio de Aya, a tan solo 8 km de Zarauz y el mar Cantábrico. Está abierto al público los 365 días del año, de 9 de la mañana a 7 de la tarde y la entrada es gratuita.

## Colecciones vegetales

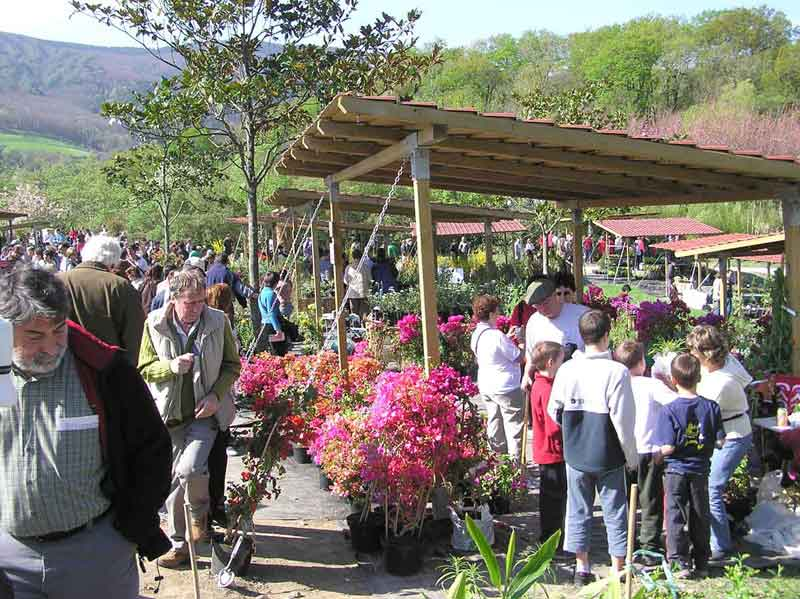
Iturraran

En su extensión de cerca de 20 hectáreas hay magníficas colecciones, entre las que destacan las de Quercus, Acer, Magnolia y Cornus, entre otras muchas familias. La colección de coníferas es asimismo muy destacable. En invierno destacan, entre otras, las Hamamellis, Daphne, Helleborus y otros bulbos tempranos, las primeras camelias, etc.
En primavera es la explosión de las magnolias, camelias, rododendros, pieris, el despertar de las hostas y peonías, y un sinfín de árboles, arbustos y vivaces de floración primaveral. En verano las palmeras, los helechos arborecentes y las plantas subtropicales se aprecian de forma especial, junto a las colecciones de Hydrangea (hortensias) que llaman mucho la atención a los visitantes cuando están en flor. Las diferentes especies de Gunnera que hay en el jardín, así como los Hedychium, Musa y Ensete, añaden el "tropical touch" al estío de Iturraran.
En otoño el jardín se tiñe de rojo, naranja y amarillo cuando muchos árboles cobran colores espectaculares. Y empiezan las primeras floraciones, y el ciclo sigue, aunque cada año varíe dependiendo de la climatología...
Iturrarán también administra una colección de manzanos de la zona de Guipúzcoa que funciona como banco de germoplasma del manzano, junto a la colección de manzanos de Estación de fruticultura de Zalla en Vizcaya.

## Feria de Plantas de Colección
En 2003 se puso en marcha la "Feria de Plantas de Colección", un evento destinado a difundir de forma lúdica la cultura botánica, y a dar a conocer el Parque Natural de Pagoeta, el entorno en el que se ubica el Jardín Botánico de Iturraran.
Tiene lugar cada año el sábado y domingo del último fin de semana de abril. Esta Feria reúne durante un fin de semana a viveristas especializados en la propagación de plantas de los cinco continentes. Desde la violeta más humilde hasta el más venerable de los bonsáis, la oferta de la Feria puede rebasar las 5000 plantas diferentes, y muchos visitantes encargan de antemano sus pedidos, ahorrando en portes. Hay ya una "clientela fiel" en Iturraran, y los viveristas expositores lo saben.
La calidad, variedad y rareza de las plantas que se ofrecen han convertido esta Feria en un punto de encuentro obligado para los aficionados a la botánica y para quienes buscan plantas ornamentales distintas de las habituales. El incremento del número de visitantes procedentes de España, Portugal, Francia principalmente constatan el prestigio creciente de este evento.
El entorno y una excelente organización, convierten cada una de estas Ferias de Plantas de Colección en un acontecimiento inolvidable para los visitantes. Esta Feria no sería posible sin el patrocinio de la Diputación Foral de Guipúzcoa ni de la inestimable y desinteresada colaboración de muchos voluntarios, en buena parte residentes en el municipio de Aia, y de otros que se desplazan desde otros puntos.

Especies vegetales en Iturraran'
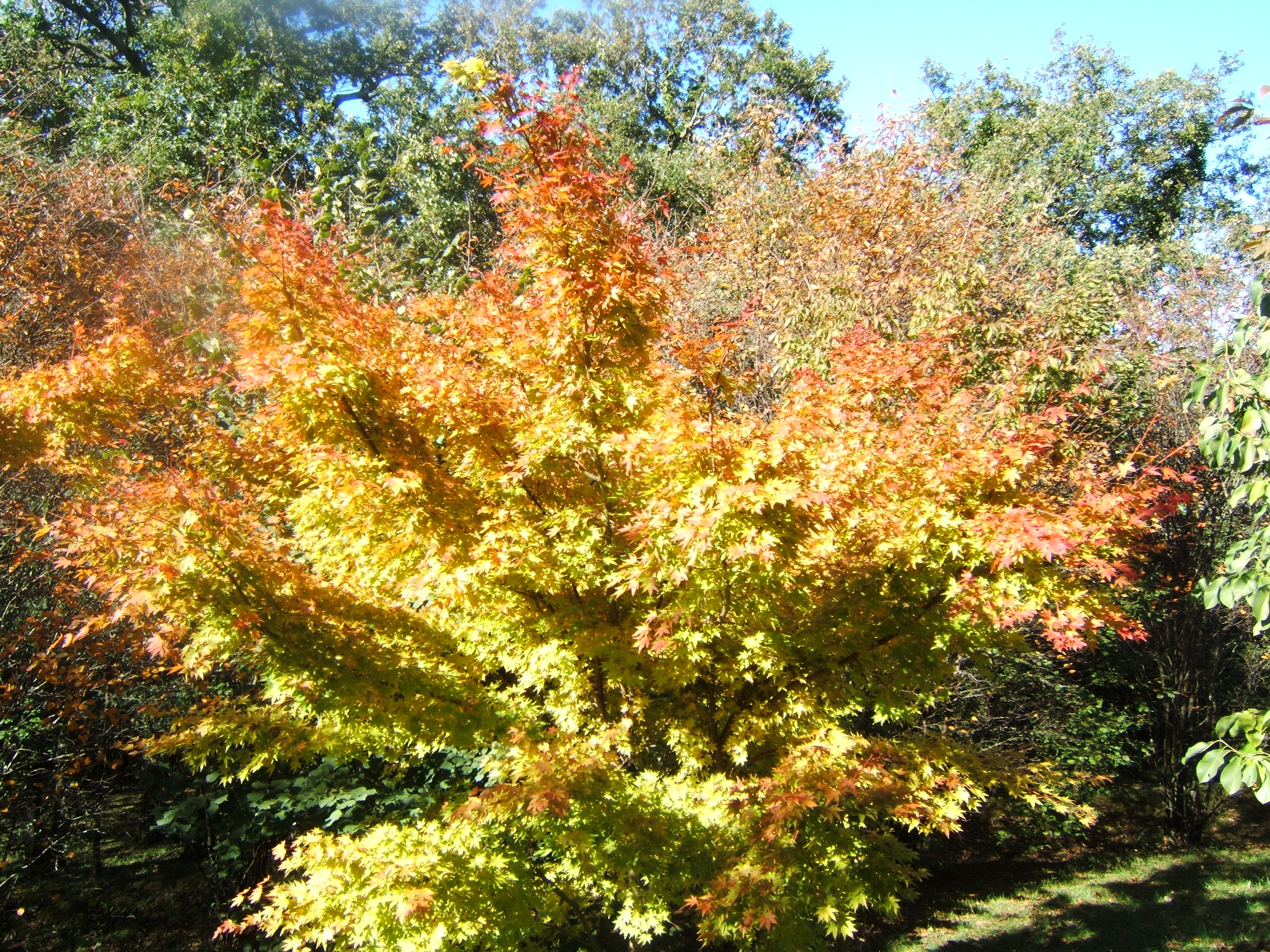
Acer palmatum en el otoño de Iturraran
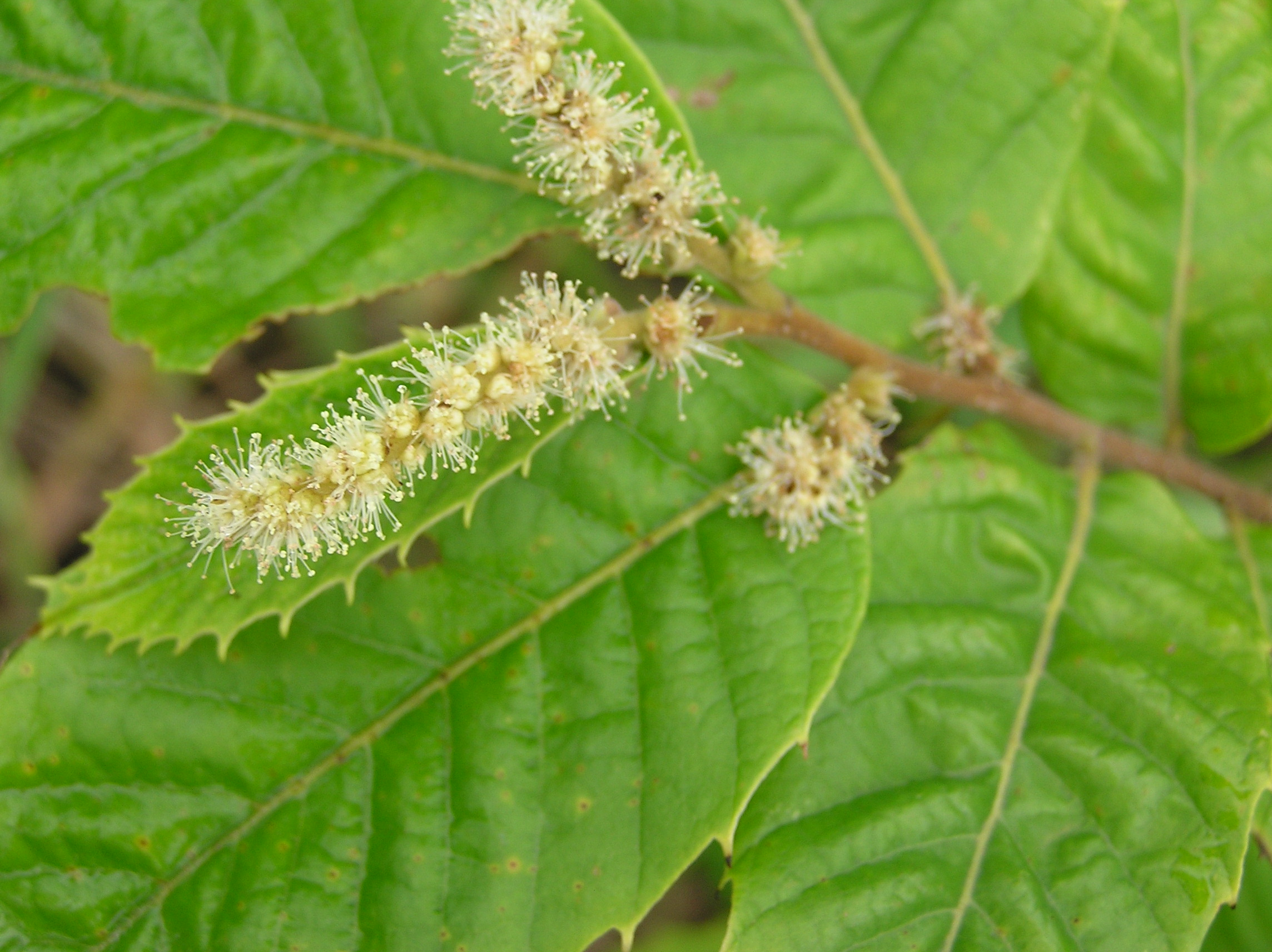
Castanea seguinii, en floración en Iturraran